# Kira (imię)
Cyra, Kira – żeński odpowiednik męskiego imienia Cyrus. Patronką tego imienia jest św. Cyra z V wieku.
Cyra, Kira imieniny obchodzi oraz jako wspomnienie św. Cyry 3 sierpnia.

## Znane osoby o tym imieniu
- Kira Banasińska – polska działaczka polonijna
- Kira Gałczyńska – polska dziennikarka i pisarka
- Kira Geiss – niemiecka działaczka chrześcijańska
- Kira Grünberg – austriacka lekkoatletka
- Kira Gołowko – rosyjska aktorka
- Kira Iwanowa – radziecka łyżwiarka figurowa, medalistka olimpijska
- Kira Kener – amerykańska aktorka pornograficzna
- Kira Kosarin – amerykańska aktorka i piosenkarka
- Kira Muratowa – ukraińska reżyserka i scenarzystka
- Kira Nagy – węgierska tenisistka
- Kira Oboleńska – święta prawosławna
- Kira Marie Peter-Hansen – duńska polityk
- Kira Pietrek – polska poetka
- Kira Roessler – amerykańska gitarzystka basowa
- Kira Romanowa – wielka księżna Rosji
- Kira Toussaint – holenderska pływaczka
- Kira Trusowa – rosyjska piłkarka ręczna
- Kira Walkenhorst – niemiecka siatkarka plażowa
- Kira Zworykina – rosyjska szachistka

### Znane osoby o nazwisku Cyra
- Adam Cyra – polski historyk

### Postaci fikcyjne
- Kira Nerys – bohaterka serialu Star Trek: Stacja kosmiczna
- Kira – pseudonim głównego bohatera Death Note
- Kira (Yoshikage) – imię głównego antagonisty czwartej części JoJo's Bizarre Adventure

### Święci Cerkwi Prawosławnej[2]
- św. Kira – męczennica[2],
- św. Kira z Beroei, (Macedońska) – dziewica, pustelnica, święta mniszka[3],
- św. Kira Oboleńska – nowomęczennica[4]